# Čína na Letních olympijských hrách 1996
Čínu na Letních olympijských hrách v roce 1996 v americké Atlantě reprezentovala výprava 295 sportovců (111 mužů a 184 žen) ve 25 sportech.

## Medailisté
| Medaile | Jméno | Sport                | Soutěž                                |
| ------- | --- | -------------------- | ------------------------------------- |
| Zlato   | Wang Ťün-sia | Atletika             | Ženy běh na 5 000 m                   |
| Zlato   | Ge Fei Gu Jun | Badminton            | Ženy čtyřhra                          |
| Zlato   | Xiong Ni | Skoky do vody        | Muži prkno 3 m                        |
| Zlato   | Fu Ming-sia | Skoky do vody        | Ženy prkno 3 m                        |
| Zlato   | Fu Ming-sia | Skoky do vody        | Ženy věž 10 m                         |
| Zlato   | Li Siao-šuang | Sportovní gymnastika | Muži víceboj – jednotlivci            |
| Zlato   | Sun Fu-ming | Judo                 | Ženy nad 72 kg                        |
| Zlato   | Yang Ling | Sportovní střelba    | Muži 10 m průběžný cíl                |
| Zlato   | Li Duihong | Sportovní střelba    | Ženy 25 m sportovní pistole           |
| Zlato   | Le Jingyi | Plavání              | Ženy 100 m volný způsob               |
| Zlato   | Liou Kuo-liang | Stolní tenis         | Muži dvouhra                          |
| Zlato   | Liou Kuo-liang Kchung Ling-chuej | Stolní tenis         | Muži čtyřhra                          |
| Zlato   | Teng Ja-pching | Stolní tenis         | Ženy dvouhra                          |
| Zlato   | Teng Ja-pching Qiao Hong | Stolní tenis         | Ženy čtyřhra                          |
| Zlato   | Tang Ningsheng | Vzpírání             | Muži 59 kg                            |
| Zlato   | Zhan Xugang | Vzpírání             | Muži 70 kg                            |
| Stříbro | He Ying | Lukostřelba          | Ženy jednotlivci                      |
| Stříbro | Wang Ťün-sia | Atletika             | Ženy běh na 10 000 m                  |
| Stříbro | Suej Sin-mej | Atletika             | Ženy vrh kouli                        |
| Stříbro | Dong Jiong | Badminton            | Muži dvouhra                          |
| Stříbro | Yu Zhuocheng | Skoky do vody        | Muži prkno 3 m                        |
| Stříbro | Chen Yufeng Fan Yunjie Gao Hong Liu Ailing Liu Ying Shi Guihong Shui Qingxia Sun Qingmei Sun Wen Wang Li-pching Wei Haiying Wen Lirong Xie Huilin Yu Hongqi Zhao Lihong Zhong Honglian | Fotbal               | Turnaj žen                            |
| Stříbro | Li Siao-šuang | Sportovní gymnastika | Muži prostná                          |
| Stříbro | Li Siao-šuang Fan Bin Fan Hongbin Huang Huadong Huang Liping Shen Jian Zhang Jinjing                                                                                                   | Sportovní gymnastika | Družstvo mužů                         |
| Stříbro | Mo Huilan | Sportovní gymnastika | Ženy přeskok                          |
| Stříbro | Bi Wenjing | Sportovní gymnastika | Ženy bradla                           |
| Stříbro | Čang Siou-jün Cchao Mien-jing | Veslování            | Ženy dvojsif                          |
| Stříbro | Wang Yifu | Sportovní střelba    | Muži 10 m vzduchová pistole           |
| Stříbro | Xiao Jun | Sportovní střelba    | Muži 10 m průběžný cíl                |
| Stříbro | Wei Qiang Tao Hua Xu Jian Zhang Chunfang Yan Fang Wang Ying An Zhongxin Wang Lihong Chen Hong He Liping Lei Li Liu Xuqing Liu Yaju Ma Ying Ou Jingbai Sarah Ford                       | Softball             | Turnaj žen                            |
| Stříbro | Le Jingyi | Plavání              | Ženy 50 m volný způsob                |
| Stříbro | Liu Limin | Plavání              | Ženy 100 m motýlek                    |
| Stříbro | Le Jingyi Na Chao Yun Nian Shan Ying | Plavání              | Ženy štafeta 4 × 100 m volný způsob   |
| Stříbro | Wang Tao | Stolní tenis         | Muži dvouhra                          |
| Stříbro | Wang Tao Lü Lin | Stolní tenis         | Muži čtyřhra                          |
| Stříbro | Liu Wei Qiao Yunping | Stolní tenis         | Ženy čtyřhra                          |
| Stříbro | Yawen Lai Yong-Mei Cui Wenli Pan Ziling Wang Yue Sun Yan Li Qi He Xiaoning Liu Yongmei Wu Yunying Zhu Wang Lina Yi Wang                                                                | Volejbal             | Turnaj žen                            |
| Stříbro | Zhang Xiangsen | Vzpírání             | Muži 56 kg                            |
| Bronz   | Wang Jen | Atletika             | Ženy chůze 10 km                      |
| Bronz   | Qin Yiyuan Tang Yongshu | Badminton            | Ženy čtyřhra                          |
| Bronz   | Liu Jianjun Sun Man | Badminton            | Mixed čtyřhra                         |
| Bronz   | Xiao Hailiang | Skoky do vody        | Muži věž 10 m                         |
| Bronz   | Fan Bin | Sportovní gymnastika | Muži hrazda                           |
| Bronz   | Wang Sien-po | Judo                 | Ženy do 66 kg                         |
| Bronz   | Zhang Bing | Sportovní střelba    | Muži double trap                      |
| Bronz   | Chen Yan Han Xue Cai Huijue Shan Ying | Plavání              | Ženy štafeta 4 × 100 m polohový závod |
| Bronz   | Lin Li | Plavání              | Ženy 200 m polohový závod             |
| Bronz   | Qiao Hong | Stolní tenis         | Ženy dvouhra                          |
| Bronz   | Xiao Jiangang | Vzpírání             | Muži 64 kg                            |
| Bronz   | Šeng Ce-tchien | Zápas                | muži, řecko-římský do 57 kg           |